# كوكو غوزمان
كوكو غوزمان (بالإسبانية: Coco Guzmán)‏ هي فنانة إسبانية، ولدت في 1979 في مرسية في إسبانيا.